# Ash (Sevenoaks)
Pour les articles homonymes, voir Ash.
Ash est un village du Kent, en Angleterre.